# Castellaccio di Filettole
Il Castellaccio di Filettole si trova nell'omonima frazione di Vecchiano, in provincia di Pisa, su via del Castello 26.

## Storia e descrizione
Sorto attorno nel XII secolo, era originariamente il monastero fortificato di Santa Viviana. Tra il XIII e il XIV secolo fu ripetutamente assediato, ma senza capitolare. Nel Trecento i Pisani lo rimaneggiarono come palazzo munito di torri. 
Dal 1388 vi abitò l'arcivescovo di Pisa Lotto Gambacorti, che vi teneva una piccola corte più mondana che religiosa. Con la resa di Pisa a Firenze, nel 1406, la famiglia Gambacorti che governava la città marinara abbandonò tutti i suoi possedimenti: posteriormente a quella vicenda il palazzo assunse il nome di "Castellaccio". 
Fu di proprietà dell'arcivescovado fino alla fine del XVII secolo, passando poi a varie famiglie toscane, che lo ristrutturarono pur senza cancellare le tracce del passato. L'aspetto odierno è frutto soprattutto dei lavori settecenteschi. Alla fine del XIX secolo risalgono la costruzione del solaio in quella che era la navata della chiesa del monastero e la decorazione ad affresco di molti ambienti.